# Новоспасский переулок
Новоспа́сский переу́лок — улица в центре Москвы в Таганском районе между улицей Большие Каменщики и Краснохолмской набережной.

## История
Назван в начале XX века по Новоспасскому монастырю XV—XVI веков, расположенному сейчас на Крестьянской площади, и его Новоспасской монастырской слободе каменщиков XVII века, по которой названы соседние улицы Большие и Малые Каменщики. В XIV—XV веках Спасский монастырь находился в Кремле, при церкви Спаса на Бору; в 1490 году был переведён на левый берег Москвы-реки (на Крутицкий холм, южнее Таганки) и стал называться Новоспасским. Крепостные сооружения монастыря (в 1640—1642 годах деревянные укрепления были заменены кирпичными стенами) защищали Москву с юга и юго-востока.

## Описание
Новоспасский переулок начинается между улицей Большие Каменщики и Новоспасским проездом напротив улицы Гвоздева, проходит на запад, справа к нему примыкает улица Малые Каменщики, выходит к Москве-реке на Краснохолмской набережной.

## Здания и сооружения
По нечётной стороне:
- № 3, корпус 2 — жилой дом на 158 квартир. Первоначальная нумерация — Нижний Новоспасский переулок, 14. Построен в 1950—1951 годах по проекту архитекторов В. В. Лебедева, П. П. Штеллера и инженера-конструктора А. А. Румянцева (при участии архитектора В. П. Бельской). По итогам конкурса Управления по делам архитектуры при Совете Министров СССР на лучшие жилые и гражданские здания РСФСР 1953 года, авторы проекта дома и строители были награждены премиями и почётными грамотами[1].
- № 3, корпус 3 — Центр эстрадно-джазового музыкального образования и творчества;
- № 5 — детская библиотека № 86 им. Н. А. Островского;
- № 11 — Московская Академия Следственного комитета;

По чётной стороне: